# فيليب تروسيه
فيليب تروسية (بالفرنسية: Philippe Troussier)‏، من مواليد 21 مارس 1955 في باريس، لاعب كرة قدم سابق وحاليا مدرب كرة قدم فرنسي. يعرف بالطبيب الأبيض، بسبب نجاحه الكبير في قارة أفريقيا مثل نجاحه مع نادي أسيك أبيدجان من ساحل العاج ومع منتخبات نيجيريا، وجنوب أفريقيا وبوركينا فاسو. وقد أمضى أفضل فتراته التدريبية مع منتخب اليابان لكرة القدم.
درب تروسية منتخب اليابان لكرة القدم من 1998 إلى 2002. وقادهم إلى الفوز بكأس آسيا 2000، وتحقيق المركز الثاني في كأس القارات 2001، والتأهل إلى الدور السادس عشر لنهائيات كأس العالم لكرة القدم 2002.
أصبح مدربا لمنتخب المغرب لكرة القدم بعد فشل الفريق في التأهل إلى كأس العالم لكرة القدم 2006، ولكنه رحل بعد توليه المهمة بشهرين لأن الاتحاد المغربي لكرة القدم غير رأيه وقع عقد لتدريب الصفاقسي التونسي لموسمين في سنة 2014.

## فرق ومنتخبات

### لاعبا
- 1976-1977 : نادي أنغوليم  فرنسا (القسم 2)
- 1977-1978 : ريد ستار  فرنسا (القسم 2)
- 1978-1981 : إف.سي روون  فرنسا (القسم 2)
- 1981-1983 : ستاد دو ريمز  فرنسا (القسم 2)

### مدربا ومنتخبا
- 1984-1987 : US Alençon  فرنسا (القسم 4)
- 1987-1989 : ريد ستار  فرنسا (القسم 3)
- 1989 : الاتحاد الرياضي لكريتيه-ليزيتانوس  فرنسا (القسم 2)
- 1989-1992 : أسيك ميموسا  ساحل العاج
- 1992-1993 :  ساحل العاج
- 1993-1994 : نادي كايزر تشيفز  جنوب إفريقيا
- 1995-1997 : نادي الفتح الرباطي  المغرب
- 1997 :  نيجيريا
- 1998 :  بوركينا فاسو ثم  جنوب إفريقيا
- 1998-2002 :  اليابان
- 2003-2004 :  قطر
- نوفمبر 2004-مايو 2005 : أولمبي مرسيليا  فرنسا
- أكتوبر. 2005-ديسمبر. 2005 :  المغرب
- ديسمبر 2007-يناير 2008 : FC Ryūkyū  اليابان (القسم 3) (مناجير)

#### إنجازاته
- كأس العالم لكرة القدم :
  - الدور ثمن نهائي 2002 ( اليابان).
  - الدور الأول من تصفيات 1998 ( جنوب إفريقيا).
- كأس الكونفدراليات :
  - الدور النهائي 2001 ( اليابان).
- كأس آسيا :
  - فائز بـكأس آسيا 2000 ( اليابان).
- كوبا أمريكا :
  - الدور الأول من كوبا أمريكا 1999 ( اليابان).
- كأس الأمم الأفريقية :
  - المرتبة الرابعة في دورة 1998 ( بوركينا فاسو).
- كأس آسيا :
  - الدور الأول كأس آسيا 2004 ( قطر).
- بطولة كوت ديفوار لكرة القدم :
  - البطل سنوات 1990 و1991 و1992 (أسيك ميموسا).
- كأس كوت ديفوار لكرة القدم :
  - الفائز لسنة 1990 (أسيك ميموسا).
- كأس اتحاد غرب أفريقيا :
  - الفائز سنة 1990 (أسيك ميموسا).

## روابط خارجية
- فيليب تروسيه على موقع قاعدة بيانات كرة القدم.إي يو (الإنجليزية)
- فيليب تروسيه على موقع ناشيونال فوتبول تيمز (الإنجليزية)
- فيليب تروسيه على موقع Soccerbase.com (مدرب) (الإنجليزية)
- فيليب تروسيه على موقع Soccerway.com (الإنجليزية)
- فيليب تروسيه على موقع عالم كرة القدم.نت (الإنجليزية)
- فيليب تروسيه على موقع كووورة
- فيليب تروسيه على موقع أوليمبيديا (الإنجليزية)